# 中央航空機械學校
中央航空機械學校是中華民國政府為培育中華民國空軍航空機械技術人員所設置的軍校，於1933年（民國二十二年）在江西南昌建校，1949年遷至台灣高雄。1996年8月1日與空軍通信電子學校併編為空軍航空技術學校，2000年改制為空軍航空技術學院。

## 歷史沿革
1933年10月，國民政府軍政部航空署為擴充空軍遂行三年建軍計劃，鑒於地勤人員之培植有與空勤人員兼顧並重之必要，乃呈請設立中央航空機械學校，於1934年3月奉蔣委員長南昌行營指令批准隨即著手進行，初擬設校於杭州，嗣以航空署改組為航空委員會遷移南昌，遂亦隨之在江西籌備。至1935年4月始初具規模，由籌備主任錢昌祚與籌備處人員先行兼辦機械士臨時訓練班，一面籌備一面教育，召集各地場站機械兵予以短期訓練即成為機械士，同年八月，復奉委王士倬為籌備處副主任，並陸續按照編制調委任茂林、鄒文耀、王季岡、朱瓚祖、汪國霖等為籌備員，擬成開辦教育、建築，設備各項計劃，及經常費預算等積極籌辦，並轉收航空委員會技術處所招收之技工學徒加以訓練，稱為技工班。

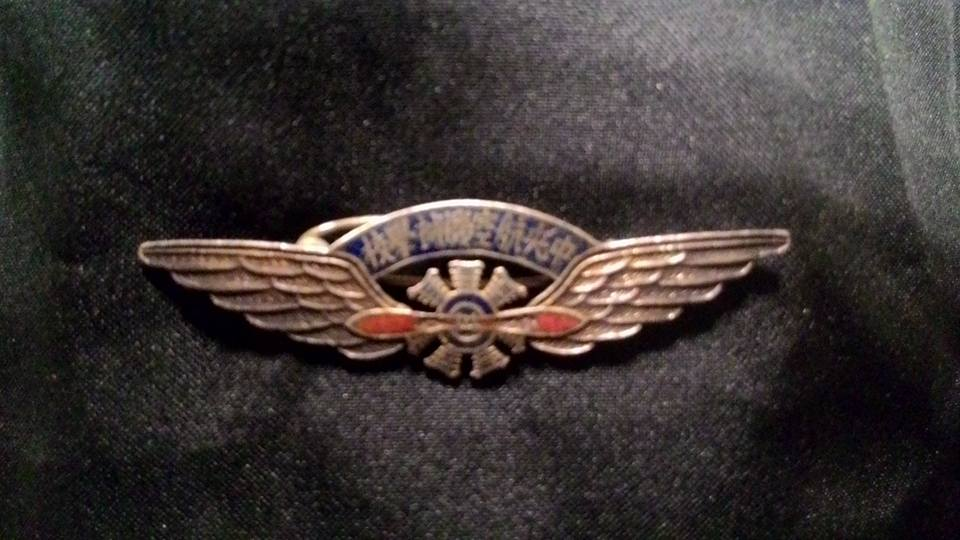
1937年（民國二十六年），中央航空機械學校，銀質紀令章

1936年1月，航空委員會遷赴首都，三月初遷徙竣事，機校籌備處即接收南昌老營房機場空軍總站南昌會址遷入佈置組成學校。旋奉會令委錢昌祚為校長，王士倬為教育長，於3月16日就職，正式成立中央航空機械學校，奠定訓練空軍機械技術人員之基礎。
1936年5月，蔣委員長手諭南昌航空機械學校錢昌祚校長與國立清華大學合作辦理建造航空風洞，經具體討論後，清華大學決定採用15英尺試驗口徑，450 hp電動機的巡迴式風洞，以供準確模型試驗及全型引擎試驗之用，這是當時遠東最大口徑的航空風洞。
1937年七七事變後，全國上下決心對日作長期抗戰，國民政府遷都重慶，各機關學校、工廠紛紛追隨政府向後方西南各省轉移。空軍亦選定以四川為基地全部後移大後方，航空委員會為預防日機轟炸致遭無謂犧牲，乃於8月24日電令機校遷四川成都，機校奉令後，決定分批西遷，第一批由校長統率，餘則暫留南昌訓練，並於次日派員先行動身入四川接收校址，於9月10日第一批人員及器材等件，專車運送改輪船溯江西上，至二十三日到達重慶，除留初級班學生在重慶廣陽壩受訓成立留渝訓練處。

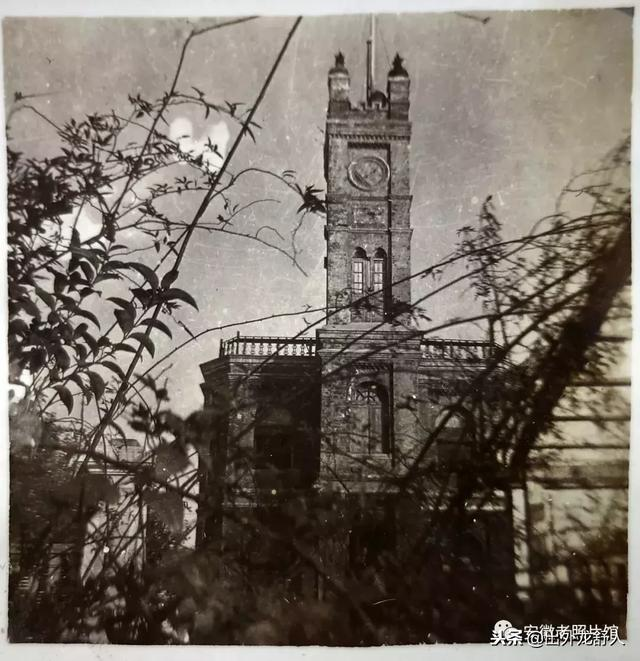
民國，成都，中央航空機械學校

1937年11月19日，南昌訓練處將部分校舍提供給國立西南聯合大學機械系航空組寄讀，作為上課場地之用。
1938年1月，因戰爭轉進將留南昌訓練處結束，所有員生即分批入川歸併成都校區，同年3月，機校校長一職奉令改由蔣委座兼任，仍以王士倬為教育長，十月間，王教育長與空軍第二飛機廠廠長王承黻奉命對調服務，至十一月，機校復奉令改稱「空軍機械學校」與空軍官校、空軍軍士學校鼎足而三。至1939年7月共舉辦軍械指導研究班5期，畢業78人，分發航空委員會所屬各廠、校、倉庫擔任軍械指導及管理工作，高級機械班5期，畢業50人，分發航空委員會所屬各隊、廠、站、場、校、倉庫擔任軍佐，機務指導研究班1期，畢業10人，分發航空委員會所屬各隊擔任機械上領導工作，夜行燈車班1期，畢業16人，分發航空委員會各站、隊擔任管理夜行燈車工作，技工班8期，畢業692人，機械補習班1期，畢業99人，初級甲種機械班10期，畢業1396人，分發航空委員會所屬各隊、廠、站、校、場、庫、所,擔任修理、裝配、保管工作，電氣員訓練班1期，畢業19人，分發航空委員會所屬各隊擔任電氣工作。1939年8月，初級班留重慶訓練處結束，是年冬收購民地二百餘畝，增建成都校舍多幢，足容納學生千餘名同時受訓。1944年4月11日蔣中正校長頒布「空軍機 械人員訓條」12則
大陸時期，機校招生對象主要以大專畢業生的高級班（軍官），高中畢業生的正科班（軍官），初中畢業生的初級班（士官）為主、其餘短期班次甚多。
抗戰時期國民政府向國內及海外招募大學理工畢業生投效空軍，有的委任軍銜後馬上工作，有的進入航空委員會主辦的「高級機械班」受訓，各期學生的訓期不盡相同，多數平均落在8個月至1年3個月之間，接受專業訓練後，才委任軍銜開始工作。以上「空軍機械學校高級班」，每期都有淸華大學的畢業生報考，尤其是1944屆航空工程系的畢業生，幾乎全班投效空軍。
1938年11月機校正科班開辦第一期，1948年至9期畢業共1千餘人，而其名稱已三易:第一期名為中級班，(民國27年7月19日奉航空委員會令學生班准改為中級班)第二.三期改為候補軍佐育教乙班，32年10月21日奉令第四期起併前三期改稱正科班，正科班等同當時的官校正期班，在1960年後官校全面改制四年學年之前，機校正科班同官校一樣學制。初級班名稱為甲種機械士，以「飛機及其裝備之維護修理製造員士」之養成為目標，1949年終，歷屆畢業人數共計9，720員。
1949年因國共內戰遷至臺灣省高雄縣岡山鎮（今高雄市岡山區）。1949年1月23日先遣人員教育處處長田超等人來臺灣勘查抵高雄岡山成立臺灣籌備處，亦建議改以岡山前海軍工員養成所為校址，正式遷移則自6月5日，分批由成都疏運，同年8月1日，機校在臺正式成立，9月5日在臺正式復課。

## 歷任校長

### 中央航空機械學校南昌時期
| 歷任   | 任期時間                                                           | 校長姓名   | 備註 |
| ------ | ------------------------------------------------------------------ | ---------- | ---- |
| 第一任 | 1933年3月1號（民國22年3月01號）至1937年10月1號（民國26年10月01號） | 錢昌祚上校 |      |

### 中央航空機械學校成都時期
| 歷任   | 任期時間                                                           | 校長姓名   | 備註 |
| ------ | ------------------------------------------------------------------ | ---------- | ---- |
| 第一任 | 1937年10月1號（民國26年10月01號）至1938年3月1號（民國27年3月01號） | 錢昌祚上校 |      |

### 空軍機械學校成都時期
| 歷任   | 任期時間                                                             | 校長姓名       | 備註 |
| ------ | -------------------------------------------------------------------- | -------------- | ---- |
| 第二任 | 1938年3月1號（民國27年3月01號）至1947年10月1號（民國36年10月01號）   | 蔣中正特級上將 |      |
| 第三任 | 1947年10月1號（民國36年10月01號）至1947年12月1號（民國36年12月01號） | 李懷民上校     |      |
| 第四任 | 1947年12月1號（民國36年12月01號）至1953年5月1號（民國42年5月01號）   | 文士龍上校     |      |

### 空軍機械學校台灣時期
| 歷任     | 任期時間                                                             | 校長姓名   | 備註 |
| -------- | -------------------------------------------------------------------- | ---------- | ---- |
| 第四任   | 1947年12月1號（民國36年12月01號）至1953年5月1號（民國42年5月01號）   | 文士龍上校 |      |
| 第五任   | 1953年7月1號（民國42年7月01號）至1955年5月1號（民國44年5月01號）     | 周祖達上校 |      |
| 第六任   | 1955年12月1號（民國44年12月01號）至1960年1月1號（民國49年1月01號）   | 佘秉樞少將 |      |
| 第七任   | 1960年1月1號（民國49年1月01號）至1963年2月1號（民國52年2月01號）     | 胡祖興少將 |      |
| 第八任   | 1963年3月1號（民國52年3月01號）至1966年6月1號（民國55年6月01號）     | 曹起成少將 |      |
| 第九任   | 1966年7月1號（民國55年7月01號）至1967年8月1號（民國56年8月01號）     | 袁和少將   |      |
| 第十任   | 1967年9月1號（民國56年9月01號）至1970年7月1號（民國59年7月01號）     | 李登梅少將 |      |
| 第十一任 | 1970年7月1號（民國59年7月01號）至1972年3月1號（民國61年3月01號）     | 何敏寬少將 |      |
| 第十二任 | 1972年3月1號（民國61年3月01號）至1975年2月1號（民國64年2月01號）     | 孫泮中少將 |      |
| 第十三任 | 1975年2月1號（民國64年2月01號）至1976年3月1號（民國65年3月01號）     | 王寶智少將 |      |
| 第十四任 | 1976年3月01號（民國65年3月01號）至1979年4月1號（民國68年4月01號）    | 韋天驊少將 |      |
| 第十五任 | 1979年4月1號（民國68年4月1號）至1981年11月1號（民國70年11月01號）    | 陳立銳少將 |      |
| 第十六任 | 1981年11月1號（民國70年11月01號）至1983年7月11號（民國72年7月11號）  | 熊逸初少將 |      |
| 第十七任 | 1983年7月11號（民國72年7月11號）至1988年11月01號（民國77年11月01號） | 杜劍青少將 |      |
| 第十八任 | 1988年11月11號（民國77年11月11號）至1991年8月1號（民國80年8月01號）  | 李傅賢少將 |      |
| 第十九任 | 1991年9月01號（民國80年9月01號）至1996年7月31號（民國85年7月31號）   | 陳信雄少將 |      |

## 校旗
- 以中華民國空軍軍旗製作，左邊加綴「空軍機械學校」白底黑字。
- 青天白日國徽象徵軍人效忠國家，保衛國家疆域之意涵。
- 飛鷹雙翅：飛鷹是飛行速度最快、膽量最大的鳥類，世界上許多國家的空軍都用飛鷹當成象徵，在空軍軍徽的飛鷹代表「有我無敵，冒險敢死」之精神。
- 國花梅花象徵克服惡劣環境、堅忍不拔之精神，代表國軍軍人有克服自然堅忍不拔之毅力，為救國戰勝一切的本能，贏得最後之勝利。
- 嘉禾代表祥瑞及豐收戰果之意。

## 外部連結
- 空軍航空技術學院